# Doq

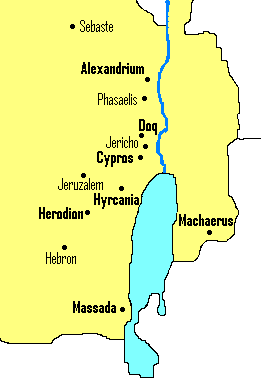
Forten van Herodes de Grote

Doq of Dagon was in de oudheid een fort even ten noorden van Jericho, op de top van de huidige Jabal Qarantal. Samen met Cypros, ten zuiden van Jericho, vormde het een goede bescherming voor het Hasmonese en Herodiaanse winterpaleis bij Jericho.
Het oorspronkelijke fort stamt uit de Hasmonese periode, of wellicht zelfs uit de tijd van de Seleuciden. Het fort bestond in ieder geval al tijdens de regering van Simon Makkabeüs, want na de staatsgreep van zijn schoonzoon Ptolemeüs, trok deze zich in dit fort terug. Zelfs na een lang beleg wist Simons zoon Johannes Hyrkanus de burcht niet in te nemen, waardoor Ptolemeüs, die wist dat zijn kansen op het koningschap verkeken waren, kon wegvluchten naar het buitenland
Herodes de Grote bracht verdere versterkingen aan bij het fort. Hij deed dit vermoedelijk in dezelfde periode als waarin hij het fort Cypros uitbouwde.
Op de helling van berg waarop het fort stond, ligt nu het Grieks-orthodoxe klooster Qarantal. Volgens een christelijke traditie is dit de Berg van de Verzoeking.